# Cayo Muerto
Cayo Muerto är en ö i Kuba.   Den ligger i provinsen Provincia de Camagüey, i den sydöstra delen av landet, 500 km sydost om huvudstaden Havanna.